# Mistrovství Asie ve fotbale 1968
Mistrovství Asie ve fotbale 1968 bylo čtvrté mistrovství pořádané fotbalovou asociací AFC. Vítězem se stala Íránská fotbalová reprezentace.

## Kvalifikované týmy
Hlavní článek: Kvalifikace na Mistrovství Asie ve fotbale 1968
- Írán (hostitel)
- Izrael (obhájce titulu)
- Barma (vítěz kvalifikační skupiny 1)
- Hongkong (vítěz kvalifikační skupiny 2)
- Tchaj-wan (vítěz kvalifikační skupiny 3)

## Závěrečný turnaj
| Tým       | Z | V | R | P | VG | IG | +/- | B |
| --------- | - | - | - | - | -- | -- | --- | - |
| Írán      | 4 | 4 | 0 | 0 | 11 | 2  | +9  | 8 |
| Barma     | 4 | 2 | 1 | 1 | 5  | 4  | +1  | 5 |
| Izrael    | 4 | 2 | 0 | 2 | 11 | 5  | +6  | 4 |
| Tchaj-wan | 4 | 0 | 2 | 2 | 3  | 10 | −7  | 2 |
| Hongkong  | 4 | 0 | 1 | 3 | 2  | 11 | −9  | 1 |

| 10. května 1968         |     |          |                                                                              |
| Írán                    | 2:0 | Hongkong | Amjadieh Stadium, Teherán diváci: 28 000 rozhodčí: Norman Boswell (Malajsie) |
| Behzadi 70' Jabbari 88' |     |          | Amjadieh Stadium, Teherán diváci: 28 000 rozhodčí: Norman Boswell (Malajsie) |

| 11. května 1968 |     |       |                           |
| Tchaj-wan       | 1:1 | Barma | Amjadieh Stadium, Teherán |
|                 |     |       | Amjadieh Stadium, Teherán |

| 12. května 1968    |     |                                                   |                                                                            |
| Hongkong           | 1:6 | Izrael                                            | Amjadieh Stadium, Teherán diváci: 30 000 rozhodčí: Batha Chaterchi (Indie) |
| Yuan Kuan Yick 76' |     | Spiegler 9', 65' Spiegel 52', 53' Romano 61', 71' | Amjadieh Stadium, Teherán diváci: 30 000 rozhodčí: Batha Chaterchi (Indie) |

| 13. května 1968                                  |     |           |                                                                            |
| Írán                                             | 4:0 | Tchaj-wan | Amjadieh Stadium, Teherán diváci: 30 000 rozhodčí: Alex Joseph Vaz (Indie) |
| Behzadi 31' Kalani 34' Eftekhari 51' Farzami 56' |     |           | Amjadieh Stadium, Teherán diváci: 30 000 rozhodčí: Alex Joseph Vaz (Indie) |

| 14. května 1968 |     |        |                                                                              |
| Barma           | 1:0 | Izrael | Amjadieh Stadium, Teherán diváci: 30 000 rozhodčí: Norman Boswell (Malajsie) |
| Pu Ba 42'       |     |        | Amjadieh Stadium, Teherán diváci: 30 000 rozhodčí: Norman Boswell (Malajsie) |

| 15. května 1968 |     |           |                           |
| Hongkong        | 1:1 | Tchaj-wan | Amjadieh Stadium, Teherán |
|                 |     |           | Amjadieh Stadium, Teherán |

| 16. května 1968                     |     |              |                                                                     |
| Írán                                | 3:1 | Barma        | Amjadieh Stadium, Teherán diváci: 30 000 rozhodčí: Natrajan (Indie) |
| Kalani 2' Eftekhari 60' Behzadi 71' |     | Yeni Yot 50' | Amjadieh Stadium, Teherán diváci: 30 000 rozhodčí: Natrajan (Indie) |

| 17. května 1968                          |     |                   |                                                                          |
| Izrael                                   | 4:1 | Tchaj-wan         | Amjadieh Stadium, Teherán diváci: 20 000 rozhodčí: Narayan Ghosh (Indie) |
| Romano 2', 60' Rosenthal 70' Spiegel 76' |     | Li Huan-wen 45+1' | Amjadieh Stadium, Teherán diváci: 20 000 rozhodčí: Narayan Ghosh (Indie) |

| 18. května 1968 |     |          |                           |
| Barma           | 2:0 | Hongkong | Amjadieh Stadium, Teherán |
|                 |     |          | Amjadieh Stadium, Teherán |

| 19. května 1968              |     |             |                                                                            |
| Írán                         | 2:1 | Izrael      | Amjadieh Stadium, Teherán diváci: 30 000 rozhodčí: Alex Joseph Vaz (Indie) |
| Behzadi 75' Ghelichkhani 86' |     | Spiegel 56' | Amjadieh Stadium, Teherán diváci: 30 000 rozhodčí: Alex Joseph Vaz (Indie) |